# Strana demokratického socialismu
Die Partei des Demokratischen Sozialismus (tschechisch Strana demokratického socialismu, SDS) war eine tschechische politische Partei, die sich auf die Ideen des Demokratischen Sozialismus berief.
Sie wurde 1997 von enttäuschten Mitgliedern der Kommunistischen Partei Böhmens und Mährens gegründet, die den ihrer Ansicht nach orthodox marxistisch-leninistischen Kurs der KP nicht mehr mittragen wollten. Zwischenstationen bei der Entstehung waren die Parteien Levý blok (Linker Block) und Strana demokratické levice (Partei der demokratischen Linken). 2004 gehörte die Partei zu den Gründungsparteien der Europäischen Linken.
Parteivorsitzender war seit 2004 Milan Neubert.
Bei den Parlamentswahlen 2017 kandidierten einige Mitglieder der Partei auf der Liste der Kommunistischen Partei.
2020 vereinigte sich die Partei mit der Initiative der echten Linken zur Partei Levice.